# Robert Kearns
Robert William (10 de marzo de 1927, Gary, Indiana - 9 de febrero de 2005,
Baltimore, Maryland) fue un ingeniero estadounidense, inventor del limpiaparabrisas intermitente, que es utilizado en la mayoría de los automóviles desde 1969. Demandó a las compañías de automóviles, primero a Ford, que tuvo que pagar diez Millones de dólares, y más tarde a otras, hasta dieciocho Millones, una vez ganados los juicios.
Registró cinco patentes sobre su invento, la primera presentada el 1 de diciembre de 1964. Con ella acudió a las "tres grandes" empresas automovilísticas, pero todas rechazaron su propuesta. Sin embargo, comenzaron a producir e instalar limpiaparabrisas intermitentes en sus automóviles a partir de 1969 sin pagar a Kearns e infringiendo sus patentes, por lo que las demandó, ganando los juicios, uno por uno.

## Biografía

### Comienzos de su carrera
Kearns nació en Gary, Indiana, pero se crio cerca de la gran planta de Ford en River Rouge, que era un barrio de clase obrera de Detroit, Míchigan. Su padre trabajaba en la siderúrgica Great Lakes Steel Corporation.
Destacó en carreras de cross durante el instituto, era un talentoso violinista, y trabajó en inteligencia cuando sirvió en las fuerzas armadas de adolescente. Era miembro de la Office of Strategic Services, precursora de la CIA, durante la Segunda Guerra Mundial.
Se graduó de ingeniería en la University of Detroit y en la Wayne State University y obtuvo su doctorado en el Case Institute of Technology predecesora de la Case Western Reserve University.

### Limpiaparabrisas intermitente

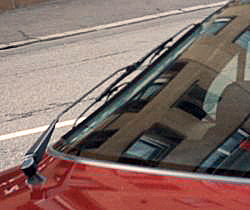
Limpiaparabrisas de un coche aparcado.

Se ha informado de que la inspiración para su invención se debe a un incidente ocurrido en su noche de bodas en 1953, cuando al abrir una botella de champán, el corcho impactó en su ojo izquierdo, dejándolo casi ciego de ese ojo. Casi una década más tarde, en 1963, Kearns conducía su Ford Galaxie a través de una ligera lluvia, y el movimiento constante de las escobillas irritaba su ya atribulada visión. Modeló el mecanismo basándose en el ojo humano, que parpadea cada pocos segundos, en lugar de en forma continua. Sin embargo, se informó que Kearns más adelante desmintió esta teoría.

### Final de su carrera
A finales de los años 1990, sirvió en el consejo de administración de los Veterans of the Office of Strategic Services y en la General William J. Donovan Memorial Fund.

### Muerte
El 9 de febrero de 2005, Kearns murió de cáncer cerebral complicado por la enfermedad de Alzheimer en Baltimore, Maryland. La historia de su invención y el juicio contra Ford es la base de la película de 2008, Flash of Genius. Robert Kearns y su esposa Phyllis tenían dos hijas, cuatro hijos y en el momento de su muerte, siete nietos.

## Caso jurídico
Kearns demandó a la Ford Motor Corporation en 1978 y a Chrysler en 1982 por infracción de patentes. El caso Ford fue a juicio en 1990 y hubo dos juicios, en los que se condenó a Ford, aunque se determinó que la infracción no fue deliberada. Llegaron a un acuerdo que incluía el pago a Kearns de una indemnización de 10,1 Millones de dólares, con la condición de no volver a apelar.
Tras el acuerdo con Ford, Kearns actuó como su propio abogado en la demanda contra el Chrysler, incluso interrogando a los testigos en el estrado. El veredicto se dictó en 1992, Kearns volvió a vencer. La indemnización otorgada por el juzgado fue de 18,7 Millones de dólares más intereses. Chrysler apeló la decisión, pero el Federal Circuit mantuvo la sentencia, y el Tribunal Supremo rechazó el caso. En 1995, después de gastarse más de 10 millones en honorarios de abogados, Kearns recibió aproximadamente 30 millones en compensación por violación "no intencionada" de la patente por parte de la Chrysler. Es interesante señalar que Chrysler estuvo representado por Harnees Dickey and Pierce, una de las primeras firmas a las que se dirigió Kerns cuando se contemplaba demandar a Ford en la década de 1970. De hecho, según su hijo Dennis Kearns, solicitó que Harness Dickey se retirara por conflicto de intereses, pero no pudo convencer a sus abogados para presentar una moción en ese sentido. Fue por ello que decidió, en adelante, conducir junto con su familia la demanda contra Chrysler. 
Sin embargo, esta estrategia no pareció funcionar bien en los litigios contra GM y Mercedes-Benz ya que estas empresas fueron capaces de hacer el litigio Kearns tan difícil que todos los requerimientos fueron básicamente desestimados en el tribunal de distrito.

### Argumento de la industria automovilística
El argumento jurídico que planteó la industria del automóvil en su defensa fue que una invención se supone que debe cumplir con ciertos mínimos de originalidad y novedad. Uno de ellos ser "no obvios". Ford reclamaba que la patente no era válida porque el sistema de limpiaparabrisas intermitente de Kearns no añadía nuevos componentes, mientras que Kearns argumentaba que la nueva combinación de las partes era lo que lo hacía único.
Ted Daykin, un ingeniero de Ford, había estado experimentando con limpiaparabrisas en 1957 y, a continuación, le pidieron que diseñara un motor eléctrico para limpiaparabrisas ya que hasta entonces eran impulsados por un vacío creado desde el motor. Fue uno de los ingenieros que presenciaron la demostración del Dr. Kearns en la Ford en 1963. Daykin afirmó que él y sus colegas estaban trabajando en un conjunto de proyectos de limpiaparabrisas incluido un dispositivo temporizador. Uno de sus colegas diseñó un temporizador bimetálico para el limpiaparabrisas que no funcionó muy bien y requería mucho tiempo para calentarse. Daykin también dijo que la técnica que condujo al Dr. Kearns a su idea había sido el trabajo de cientos de ingenieros.

### Otros casos parecidos
Hubo muchos otros inventores que lucharon por hacer valer sus patentes como hizo el Dr. Kearns. Entre ellos Edwin Howard Armstrong, que luchó por la invención de la frecuencia modulada en las emisiones de radio; Walter C. Avrea, que finalmente ganó una demanda multimillonaria contra Ford y GM por uso no autorizado de un sistema de recuperación de refrigerante que inventó en 1970, y que era necesario para evitar el sobrecalentamiento de los motores basados en aluminio Pinto y Vega; y Gordon Gould, que luchó durante treinta años contra la oficina de patentes de Estados Unidos para obtener patentes para el láser y tecnologías relacionadas y que luchó contra los fabricantes de láser en los tribunales para hacer valer las patentes que anteriormente obtuvo.

### Patentes registradas por el Dr. Kearns
- United States Patent 3,351,836, Robert W. Kearns, Filing date: Dec 1, 1964, Issue date: Nov 1967, Windshield Wiper System with Intermittent Operation
- United States Patent 3,602,790. Robert W. Kearns, August 31, 1971. Filed October 18, 1967. Intermittent Windshield Wiper System.
- United States Patent 4,544,870, Robert W. Kearns, Timothy B. Kearns, Filing date: Sep 7, 1982, Issue date: Oct 1, 1985, Intermittent windshield wiper control system with improved motor speed

### Demandas y referencias jurídicas
- Kearns v. Ford Motor Co., 203, U.S.P.Q. 884, 888 (E.D.Mich. 1978)
- Kearns v. Chrysler Corp., 32 F.3d 1541 (Fed. Cir. 1994)
- Kearns v. General Motors Corp., 152 F.3d 945 (Fed. Cir. 1998) (unpublished decision).
- (More lawsuits of Dr. Kearns)

- Datos: Q1373929